# Cariomothis melusina
Cariomothis melusina är en fjärilsart som beskrevs av Otto Staudinger 1888. Cariomothis melusina ingår i släktet Cariomothis och familjen Riodinidae. Inga underarter finns listade i Catalogue of Life.